# Лавелли, Хорхе
Хо́рхе Лаве́лли (исп. Jorge Lavelli; 11 ноября 1931, Буэнос-Айрес — 9 октября 2023[…], XIII округ Парижа) — французский театральный режиссёр итало-аргентинского происхождения.

## Биография и творчество
Сын итальянских эмигрантов в Аргентине, с начала 1960-х жил во Франции. В 1963 году поставил «Венчание» Гомбровича, открыв этого драматурга для французской публики; позже Лавелли поставил его «Ивонну, принцессу Бургундскую» (1965) и «Оперетку» (1971). В 1967 году началось сотрудничество Лавелли с Жаном Виларом и Театром Наций: на конкурсе молодых театральных коллективов Лавелли поставил «Триумф чувствительности» Гёте, позже — «Собор любви» Оскара Паниццы (1969, декорации и костюмы Леонор Фини). В 1977 году Лавелли получил французское гражданство. В 1987—1996 годах возглавлял в Париже Театр де ла Коллин.
Ставил пьесы Кальдерона, Шекспира, Корнеля, Рамона дель Валье-Инклана, Лорки, Аррабаля, Ионеско, Шницлера, Брехта, Пиранделло, Дюрренматта, Т. Бернхарда, О’Нила, Артура Миллера, Гарольда Пинтера, Петера Хандке, Эдварда Бонда, Копи, Джорджа Табори, Чехова, Булгакова, Гомбровича, Мрожека и др., а также оперы Кампра, Гуно, Бизе, Дебюсси, Стравинского, Бартока, Прокофьева, Яначека, Луиджи Ноно, Мориса Оана. Работал в разных странах мира.

## Признание
Лауреат театральных премий во Франции, Испании, Италии. Кавалер Ордена Почётного легиона (1994), командор Ордена искусств и литературы (1993), кавалер (1992) и офицер (2002) Национального Ордена заслуг.